# AIR-STAGE
AIR-STAGE（エア・ステージ）はLove FMが毎週日曜12:00～15:00に、生放送していた番組。エア・ジョッキー（AJ）はYuuki(ユウキ)。
番組は基本的にオールリクエストなので、新旧洋邦問わず曲が流れる。また、メッセージも紹介していく。ちなみに、番組タイトルの“STAGE”には、皆さんそして番組に出演するゲスト、各コーナーも含めて“舞台の主役”という意味も込められている。
また、Love FMで唯一、電話での受付も（当日の11:30～14:30）している。